# Valentine Tessier
Pour les articles homonymes, voir Tessier.
Valentine Tessier est une actrice française, née le 5 août 1892 dans le 11e arrondissement de Paris et morte le 11 août 1981 à Vallauris.

## Biographie
Au Conservatoire de musique et de déclamation à Paris, Valentine Tessier est l'élève de Paul Mounet. Sa carrière au théâtre débute en 1913 avec Jacques Copeau ; pendant la Première Guerre mondiale, elle part en tournée aux États-Unis avec la troupe de Jacques Copeau. Elle joue par la suite aux côtés de Louis Jouvet et participe notamment à la création des pièces de Jean Giraudoux, Siegfried (1928), Amphitryon 38 (1929), Intermezzo (1933) ou de Marcel Achard : Jean de la Lune (1929), Domino (1932). Sa longue carrière sur les planches se termine en 1967 avec La Visite de la vieille dame de Friedrich Dürrenmatt.
Au cinéma, elle joue dans quelques films muets réalisés par Camille de Morlhon entre 1911 et 1914, puis elle reparait en 1928 sur les écrans dans Un chapeau de paille d'Italie de René Clair. Elle tourne en 1933 son premier film parlant, Madame Bovary de Jean Renoir (son rôle le plus marquant au cinéma). Elle participe à un peu plus d'une vingtaine de films jusqu'en 1974, dont Justice est faite de André Cayatte (1950) et Églantine de Jean-Claude Brialy (1972).
Sa tombe est visible à Pressagny-l'Orgueilleux, non loin de celle de Gaston Gallimard.

## Filmographie (actrice)

### Cinéma
- 1911 : L'Otage de Camille de Morlhon
- 1912 : Vengeance kabyle de Camille de Morlhon
- 1912 : La Fiancée du Spahi de Camille de Morlhon
- 1912 : La Haine de Fatimeh de Camille de Morlhon
- 1912 : En mission de Camille de Morlhon
- 1912 : La Belle Princesse de Camille de Morlhon
- 1912 : Britannicus (it) de Camille de Morlhon
- 1912 : Le Fils prodigue de Camille de Morlhon
- 1914 : Les Deux Enfants
- 1928 : Un chapeau de paille d'Italie de René Clair : une cliente chez la modiste
- 1934 : Madame Bovary de Jean Renoir : Emma Bovary
- 1935 : Jérôme Perreau, héros des barricades d'Abel Gance : Madame de Chevreuse
- 1936 : Club de femmes de Jacques Deval : Gabrielle Aubry
- 1936 : Ménilmontant de René Guissart : Mme Collinet
- 1937 : Abus de confiance d'Henri Decoin : Hélène Ferney
- 1939 : La Charrette fantôme de Julien Duvivier : la capitaine Anderson
- 1941 : L'Embuscade de Fernand Rivers : Sabine Guéret
- 1942 : Le Lit à colonnes de Roland Tual : Mme Porey-Cave
- 1946 : Désarroi de Robert-Paul Dagan : Odette
- 1950 : Justice est faite d'André Cayatte : Marceline Micoulin
- 1951 : Les Deux Vérités (Le Due verità) d'Antonio Leonviola : Mme Muk
- 1952 : Nez de cuir d'Yves Allégret : Simone de Tainchebraye
- 1952 : Procès au Vatican d'André Haguet : Mère Marie de Gonzague
- 1952 : La neige était sale de Luis Saslavsky : Irma Friedmayer
- 1953 : Des quintuplés au pensionnat de René Jayet : la directrice du pensionnat
- 1953 : Lucrèce Borgia de Christian-Jaque : Julie Farnese
- 1953 : Les Enfants de l'amour de Léonide Moguy : la directrice
- 1954 : Une fille nommée Madeleine (Maddalena) d'Augusto Genina : Gertrude
- 1955 : French Cancan de Jean Renoir : Mme Olympe
- 1956 : Notre-Dame de Paris de Jean Delannoy : Aloyse de Gondelaurier
- 1957 : Élisa ou la Fille Élisa de Roger Richebé : Mme Irma
- 1959 : Maigret et l'affaire Saint-Fiacre de Jean Delannoy : la comtesse de Saint-Fiacre
- 1972 : Églantine de Jean-Claude Brialy : Églantine
- 1974 : Grandeur nature de Luis García Berlanga : la mère de Michel
- 1974 : La Rivale de Sergio Gobbi : la grand-mère

### Télévision
- 1968 : L'Idiot d'André Barsacq
- 1979 : Grilles closes, téléfilm d'Henri Helman : la propriétaire

## Théâtre

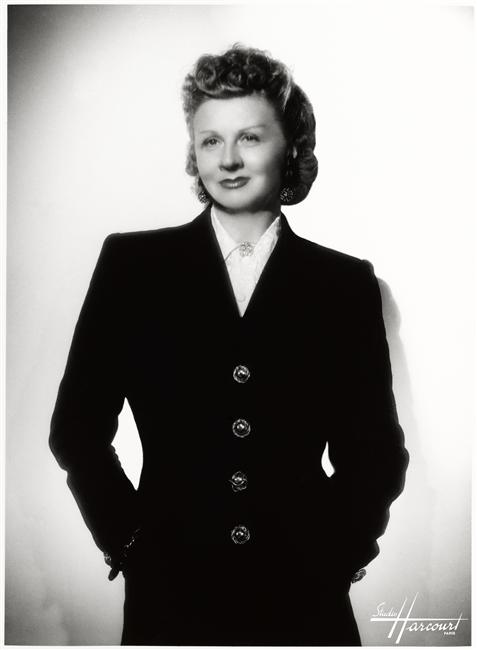
Valentine Tessier en 1945 (photo studio Harcourt)

- 1914 : Les Frères Karamazov de Fiodor Dostoïevski, mise en scène Jacques Copeau, Théâtre du Vieux-Colombier
- 1917 : Barberine d'Alfred de Musset, mise en scène Jacques Copeau, Garrick's Theatre New York
- 1917 : La Nuit des rois de William Shakespeare, mise en scène Jacques Copeau, Garrick's Theatre New York
- 1918 : La Nouvelle Idole de François de Curel, mise en scène Jacques Copeau, Garrick's Theatre New York
- 1918 : La Surprise de l'amour de Marivaux, mise en scène Jacques Copeau, Garrick's Theatre New York
- 1918 : Les Mauvais Bergers d'Octave Mirbeau, mise en scène Jacques Copeau, Garrick's Theatre New York
- 1918 : La Petite Marquise d'Henri Meilhac et Daniel Halevy, mise en scène Jacques Copeau, Garrick's Theatre New York
- 1918 : La Paix chez soi de Georges Courteline, mise en scène Jacques Copeau, Garrick's Theatre New York
- 1918 : L'Amour médecin de Molière, mise en scène Jacques Copeau, Garrick's Theatre New York
- 1918 : Les Frères Karamazov de Fiodor Dostoïevski, mise en scène Jacques Copeau, Garrick's Theatre New York
- 1918 : Le Mariage de Figaro de Beaumarchais, mise en scène Jacques Copeau, Garrick's Theatre New York
- 1918 : Georgette Lemeunier de Maurice Donnay, mise en scène Jacques Copeau, Garrick's Theatre New York
- 1918 : Crainquebille d'Anatole France, mise en scène Jacques Copeau, Garrick's Theatre New York
- 1918 : Gringoire de Théodore de Banville, mise en scène Jacques Copeau, Garrick's Theatre New York
- 1918 : Le Médecin malgré lui de Molière, mise en scène Jacques Copeau, Garrick's Theatre New York
- 1920 : Le Carrosse du Saint Sacrement de Prosper Mérimée, mise en scène Louis Jouvet, Théâtre du Vieux-Colombier
- 1920 : Cromedeyre-le-Vieil de Jules Romains, mise en scène Jacques Copeau, Théâtre du Vieux-Colombier
- 1922 : L'Amour livre d'or d'Alexis Nikolaïevitch Tolstoï, mise en scène Nathalie Boutkovsky, Théâtre du Vieux-Colombier
- 1923 : La Locandiera de Carlo Goldoni, mise en scène Jacques Copeau, Théâtre du Vieux-Colombier
- 1924 : Il faut que chacun soit à sa place, de René Benjamin, mise en scène Jacques Copeau, Théâtre du Vieux-Colombier[3]
- 1924 : La Scintillante de Jules Romains, mise en scène Louis Jouvet, Comédie des Champs-Élysées
- 1924 : Le Pain de ménage de Jules Renard, mise en scène Louis Jouvet, Comédie des Champs-Élysées
- 1925 : Madame Béliard de Charles Vildrac, mise en scène Louis Jouvet, Comédie des Champs-Élysées
- 1925 : L'Infidèle éperdue de Jacques Natanson, Théâtre de la Michodière
- 1926 : Le Carrosse du Saint Sacrement de Prosper Mérimée, mise en scène Louis Jouvet, Comédie des Champs-Élysées
- 1927 : Léopold le bien-aimé de Jean Sarment, mise en scène Louis Jouvet, Comédie des Champs-Élysées
- 1928 : Siegfried de Jean Giraudoux, mise en scène Louis Jouvet, Comédie des Champs-Élysées
- 1929 : Suzanne de Steve Passeur, mise en scène Louis Jouvet, Comédie des Champs-Élysées
- 1929 : Jean de la Lune de Marcel Achard, mise en scène Louis Jouvet, Comédie des Champs-Élysées
- 1929 : Amphitryon 38 de Jean Giraudoux, mise en scène Louis Jouvet, Comédie des Champs-Élysées
- 1930 : Le Prof d'anglais ou le système Puck de Régis Gignoux, mise en scène Louis Jouvet, Comédie des Champs-Élysées
- 1931 : L'Eau fraîche de Pierre Drieu la Rochelle, mise en scène Louis Jouvet, Comédie des Champs-Élysées
- 1931 : Un taciturne de Roger Martin du Gard, mise en scène Louis Jouvet, Comédie des Champs-Élysées
- 1932 : Domino de Marcel Achard, mise en scène Louis Jouvet, Comédie des Champs-Élysées
- 1933 : Intermezzo de Jean Giraudoux, mise en scène Louis Jouvet, Comédie des Champs-Élysées
- 1934 : Amphitryon 38 de Jean Giraudoux, mise en scène Louis Jouvet, Théâtre de l'Athénée
- 1934 : La Femme en fleur de Denys Amiel, Théâtre Saint-Georges
- 1937 : Le Voyage d'Henry Bataille, mise en scène Henry Bernstein, Théâtre du Gymnase
- 1938 : Duo de Paul Géraldy, mise en scène Jean Wall, Théâtre Saint-Georges
- 1945 : Judith de Charles de Peyret-Chappuis, mise en scène Julien Bertheau, Théâtre Hébertot
- 1946 : Electra d'Eugene O'Neill, mise en scène Marguerite Jamois, Théâtre Montparnasse
- 1948 : Lucienne et le boucher de Marcel Aymé, mise en scène Georges Douking, Théâtre du Vieux-Colombier
- 1949 : Chéri de Colette, mise en scène Jean Wall, Théâtre de la Madeleine
- 1951 : Lucienne et le boucher de Marcel Aymé, mise en scène Georges Douking, Théâtre de la Porte-Saint-Martin
- 1952 : Madame Filoumé d'Eduardo De Filippo, mise en scène Jean Darcante, Théâtre de la Renaissance
- 1953 : Il était une gare de Jacques Deval, mise en scène Jean Darcante, Théâtre de la Renaissance
- 1954 : Madame Filoumé d'Eduardo De Filippo, mise en scène Jean Darcante, Théâtre des Célestins
- 1954 : La Mouette d'Anton Tchekov, mise en scène André Barsacq, Théâtre de l'Atelier
- 1954 : Le Seigneur de San Gor de Gloria Alcorta, mise en scène Jacques Mauclair et Henri Rollan, Théâtre des Arts
- 1955 : La Mouette d'Anton Tchekhov, mise en scène André Barsacq, Théâtre de l'Atelier
- 1955 : Coriolan de William Shakespeare, mise en scène de Raymond Hermantier, Arènes de Nîmes
- 1955 : L'Arlésienne d'Alphonse Daudet, Compagnie de Provence, Arènes de Nîmes
- 1956 : La Profession de Madame Warren de George Bernard Shaw, mise en scène Jean Wall, Théâtre de l'Athénée
- 1957 : Les Pas perdus de Pierre Gascar, mise en scène Jacques Mauclair, Théâtre Fontaine
- 1959 : Mon père avait raison de Sacha Guitry, mise en scène André Roussin, Théâtre de la Madeleine
- 1961 : Dommage qu'elle soit une putain de John Ford, mise en scène Luchino Visconti, Théâtre de Paris
- 1961 : La Visite de la vieille dame de Friedrich Dürrenmatt, mise en scène Hubert Gignoux, Centre dramatique de l'Est, Théâtre de l'Ambigu
- 1966 : L'Idiot de Dostoïevski, mise en scène André Barsacq, Théâtre de l'Atelier
- 1967 : La Visite de la vieille dame de Friedrich Dürrenmatt, mise en scène Hubert Gignoux, Centre dramatique de l'Est